# Aéroport de Coral Harbour
L'aéroport de Coral Harbour (code IATA : YZS • code OACI : CYZS) est situé à Coral Harbour dans la région de Kivalliq au Nunavut (Canada). Il est géré par le gouvernement du Nunavut.

## Compagnies et destinations
| Compagnies | Destinations |
| ---------- | ------------ |
| Calm Air   | Rankin Inlet |

Édité le 16/05/2025

## Annexe